# Renaud Guigue
Pour les articles homonymes, voir Guigue.
Pas d'image ? Cliquez ici

a Compétitions nationales et continentales officielles uniquement.

b Matchs officiels uniquement.
Renaud Guigue, né le 14 août 1979 à Avignon, est un joueur français de rugby à XIII. Il compte plusieurs sélections en équipe de France. Il évoluera dans le club des Dragons Catalans durant la saison 2006 de Super League, au poste d'Arrière.
Renaud Guigue joue depuis 2007 au club de Carpentras XIII.

## Biographie sommaire
Renaud Guigue est formé à l'école de rugby de Morières. Il est le fils de Jacques Guigue, également joueur de rugby
Après son BEPC, il intègre le Pôle Olympique de Toulouse où il poursuit une formation technique en alternance. International cadet en 1996, il rejoint Avignon en 1998

## Palmarès

### En tant que joueur
- Collectif :
  - Vainqueur de la Coupe d'Europe des nations : 2005 (France).
  - Vainqueur du Championnat de France : 2005 (Union Treiziste Catalane).
  - Vainqueur de la Coupe de France : 2001, 2004 et 2005 (Union Treiziste Catalane).

### En tant qu'entraîneur
- Collectif
  - Vainqueur du Championnat de France : 2018 (Avignon).
  - Vainqueur de la Coupe de France : 2013 (Avignon).